# 陈燕燕 (游泳运动员)
陈燕燕（1985年4月5日—），湖南长沙人，前任中国女子游泳运动员，現任中国游泳女教練。
2004雅典奥运会、2008北京奥运会中国体育代表团成员，主攻仰泳，2009年十一运会后退役。

## 运动经历
- 1996年 深圳市体育运动学校 教练胡良慧
- 1998年 广东体工队 教练赵戈
- 2003年 国家队 教练赵戈

## 主要成绩
- 2003年 全国游泳冠军赛 4×100米混合泳 第一名
- 2003年 全国游泳锦标赛 200米仰泳 第二名
- 2003年 全国城市运动会 200米仰泳 第三名
- 2004年全國游泳錦標賽100米，200米背泳亚軍
- 2004年世界杯短池游泳賽墨爾本站100背，200米背泳季軍
- 2005年第十屆全國運動會200米背泳第四名，100米背泳第五名
- 2005年環地中海游泳賽法國站100米背泳冠軍
- 2005年第四屆東亞運動會100米背泳季軍
- 2005年世界游泳錦標賽4X100米混合泳第四名 2006年亞洲游泳錦標賽4X100混合泳冠軍，100背亞軍，50背季軍
- 2006年世界杯短池游泳賽斯德哥爾摩站50米背泳，200米背泳亞軍
- 2006年世界杯短池游泳賽柏林站50米背泳季軍
- 2006年全國游泳冠軍賽100米背泳亚軍
- 2007年全國大學生運動會女子100米背泳200米背泳冠軍
- 2007年全國游泳錦標賽暨2008年奧運會資格賽，50米、100米、200米背泳冠軍
- 2007年世界大學生運動會4X100自由泳接力亚軍，100米背泳季軍
- 2008年“好運北京”中國游泳公開賽女子100米背泳冠軍、女子200米背泳亚軍
- 2008年全国游泳冠军赛200米仰泳季軍
- 2008年全国游泳锦标赛50米仰泳冠軍，100米，200米仰泳亚軍
- 2009年全国游泳冠军赛100米仰泳亚軍
- 2009年全国游泳锦标赛50米，200米仰泳亚軍，100米仰泳季軍
- 2009年第十一届全国运动会100米仰泳第四名，200米仰泳第五名

## 轶闻
陈燕燕是花样游泳运动员出身，由于相貌出众，被誉为中国泳坛第一美女。